# Heliosphere
『Heliosphere』（ヘリオスフィア）は、RXの5枚目のオリジナル・アルバム。

## 概要
前作より約10年振りのアルバムである。
ゲストとしてルーク篁（CANTA、聖飢魔II）、和田アキラ（PRISM）、高井寿、清水義央 （KENSO）
が参加した。

## 収録曲
（全作曲：松崎雄一）
1. Northern Lights
2. db
3. The Sun Will Be Back To Me
4. MIST
5. Silly Bean
6. Circle
7. From Dawn Till Dusk